# Chessie

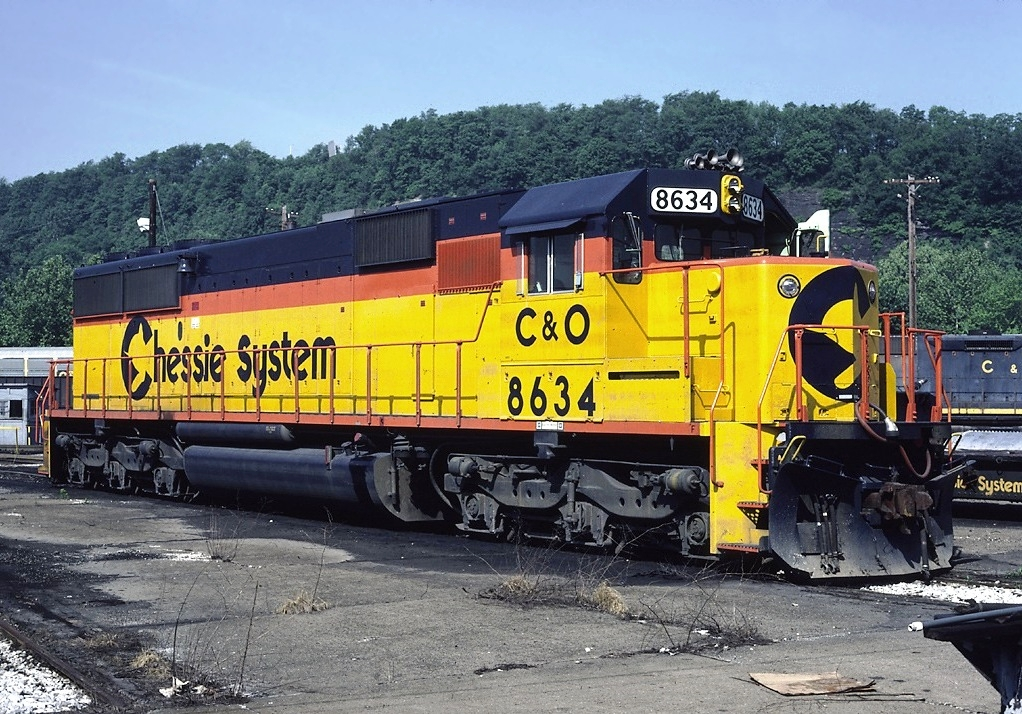
Logo sur une locomotive (1986).

Chessie est un personnage fictif de chaton qui a été utilisé longtemps comme emblème de la compagnie de chemin de fer américaine Chesapeake and Ohio Railway. 

## Histoire

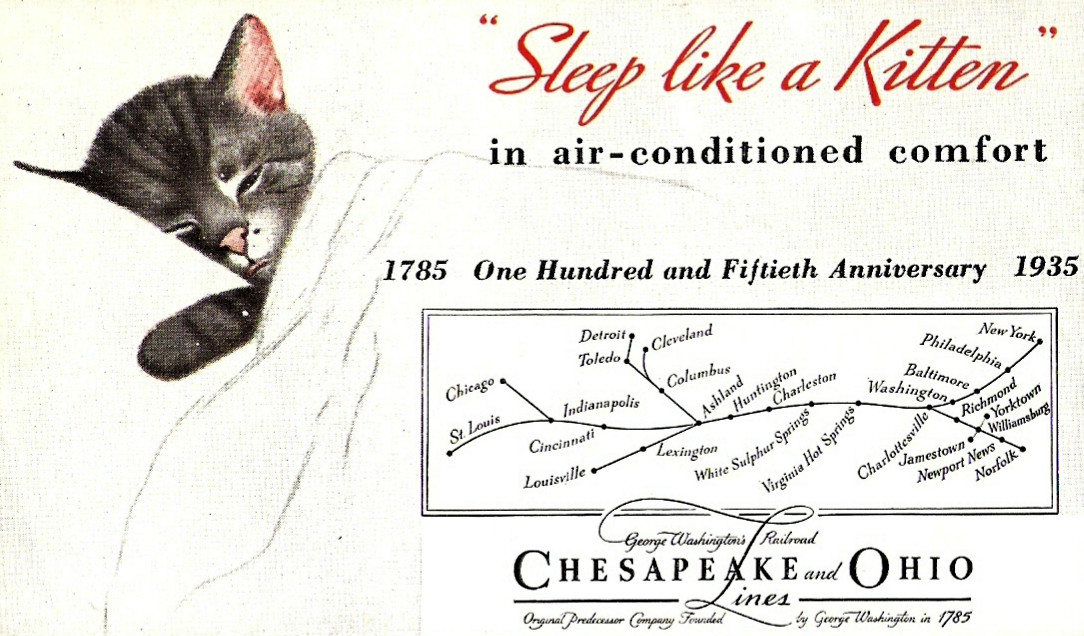
Carte postale de 1935 célébrant le anniversaire de la Chesapeake and Ohio Railway. Leur mascotte, Chessie, est représentée avec un de leurs slogans : « Dormez comme un chaton ».

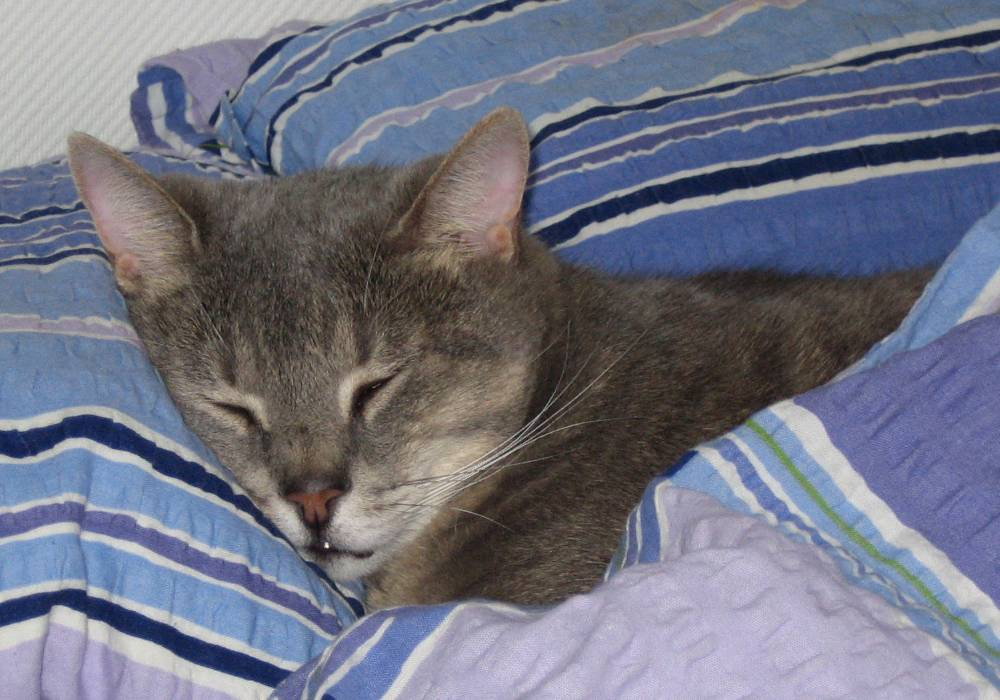
La gravure représente un chaton qui dort dans un lit tête sur un oreiller, avec une patte avant sortie.

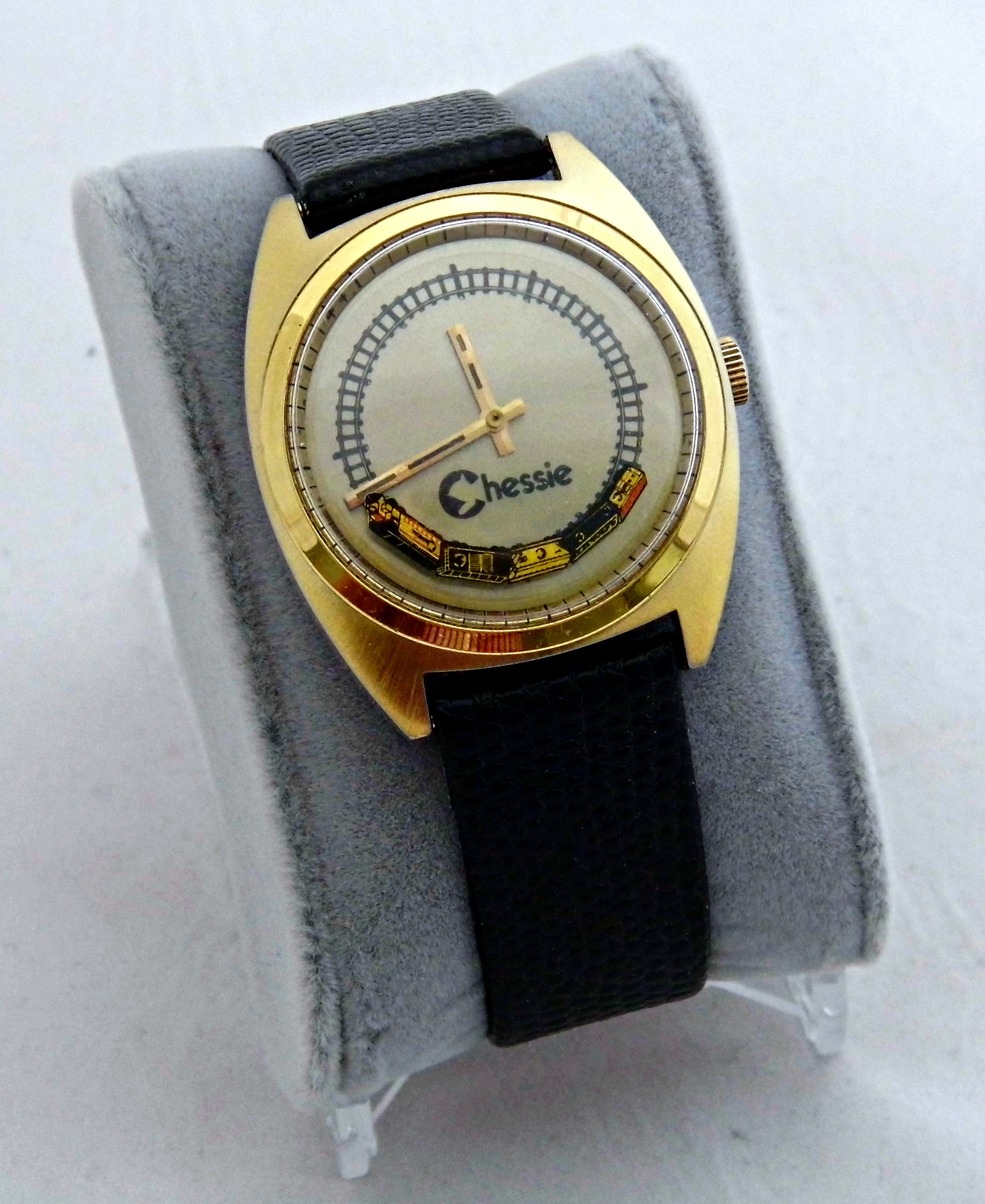
Montre décorée du train et du logo de la compagnie.

Dérivée d'une gravure de l'artiste viennois Guido Grünewald, l'image a été exploitée sous la forme d'un encart publicitaire imprimé en noir et blanc, dans le numéro de septembre 1933 du journal Fortune magazine, avec le slogan  « Dormez comme un chaton » (« Sleep Like a Kitten »). La réclame ne fait mention d'aucun nom du jeune chat. 

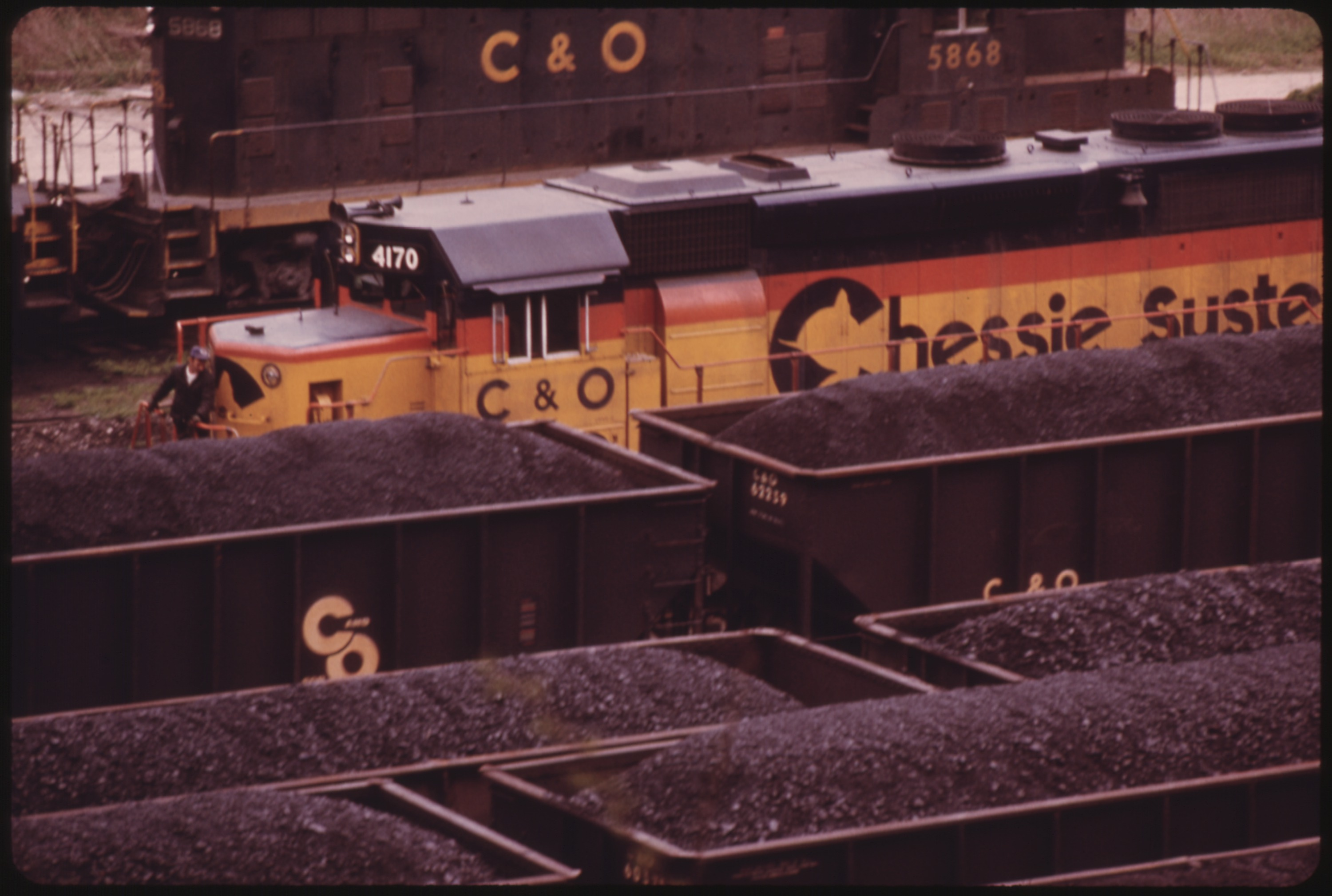
Logo « Chessie » sur une locomotive C&O des années 1970.

Cette annonce publicitaire ayant beaucoup de succès, la compagnie de chemin de fer développe alors une véritable campagne autour de l'image du chaton, et décide de lui donner le nom de « Chessie » (dérivé du nom de la compagnie en raccourci : « Ches-C[ompany] »). 
La promotion touche un large public qui adopte l'image du chaton. De fait, en plus de la publicité dans la presse, le chaton fait l'objet de calendriers, de vêtements, et même de deux livres pour enfants (par Ruth Carroll). La compagnie acquiert deux chatons nommés Nip et Tuck en 1935, et, en 1937, d'un autre compagnon nommé Peake. Durant la Seconde Guerre mondiale, le personnage de Chessie est utilisé pour promouvoir les obligations de guerre et encourager à l'effort de guerre ; il est montré travaillant à l'arrière pour aider Peake parti au front. L'image du chaton endormi sera toujours d'actualité dans la publicité pour la compagnie jusqu'en 1971, date où les rails et les trains de voyageurs ont été partagés avec la compagnie publique Amtrak, nouvellement créée.   

En 1972, la compagnie fusionne avec la Baltimore and Ohio Railroad et la Western Maryland Railway. Elle se renomme Chessie System d'après l'image devenue populaire. Elle adopte un logo en forme de « C », l'initiale de la compagnie, avec la silhouette du chaton à l'intérieur.   
La compagnie Chessie System fusionne ensuite avec d'autres entreprises ferroviaires pour devenir la CSX Corporation. Bien que le logo avec le chaton ne soit plus utilisé ni dans la réclame ni sur les trains, Chessie reste cependant la mascotte de la CSX Corporation, et plusieurs wagons ou locomotives portent encore le logo au chaton, en attendant d'être repeints.